# Röntgenfilm
Ein Röntgenfilm ist ein zur Aufnahme mit Röntgenstrahlen optimierter fotografischer Film. Im Unterschied zu normalen Filmen ist er, zum Zweck der besseren Strahlungsabsorption, auf beiden Seiten mit fotografischen Emulsionen beschichtet, zum Beispiel auf Basis von Silberbromid mit geordneter Silberkristallstruktur. Als Trägermaterial dient meistens Polyester.
Röntgenfilme sind in standardisierten Größen als lichtdicht verpackte Formate oder Rollen erhältlich.
Formate (Bögen) werden in der Regel für Kassetten verwendet, die den Film für die Aufnahme lichtdicht abschließen.
Rollen dienen u. a. der Prüfung von Rohrschweißnähten.
Röntgenfilme sind auch zusammen mit Röntgenverstärkerfolie in Einzelverpackungen eingeschweißt erhältlich. Dies erspart die Handhabung der Kassetten.
Röntgenfilme für die konventionelle Radiologie gibt es in verschiedenen Größen:
- 13×18 cm
- 18×24 cm
- 18×43 cm
- 20×40 cm
- 24×30 cm
- 30×40 cm
- 35×35 cm (14×14 Zoll) z. B. für Lungenröntgen
- 35×43 cm (14×17 Zoll) z. B. für Lungenröntgen
- 8×10 Zoll
- 10×12 Zoll

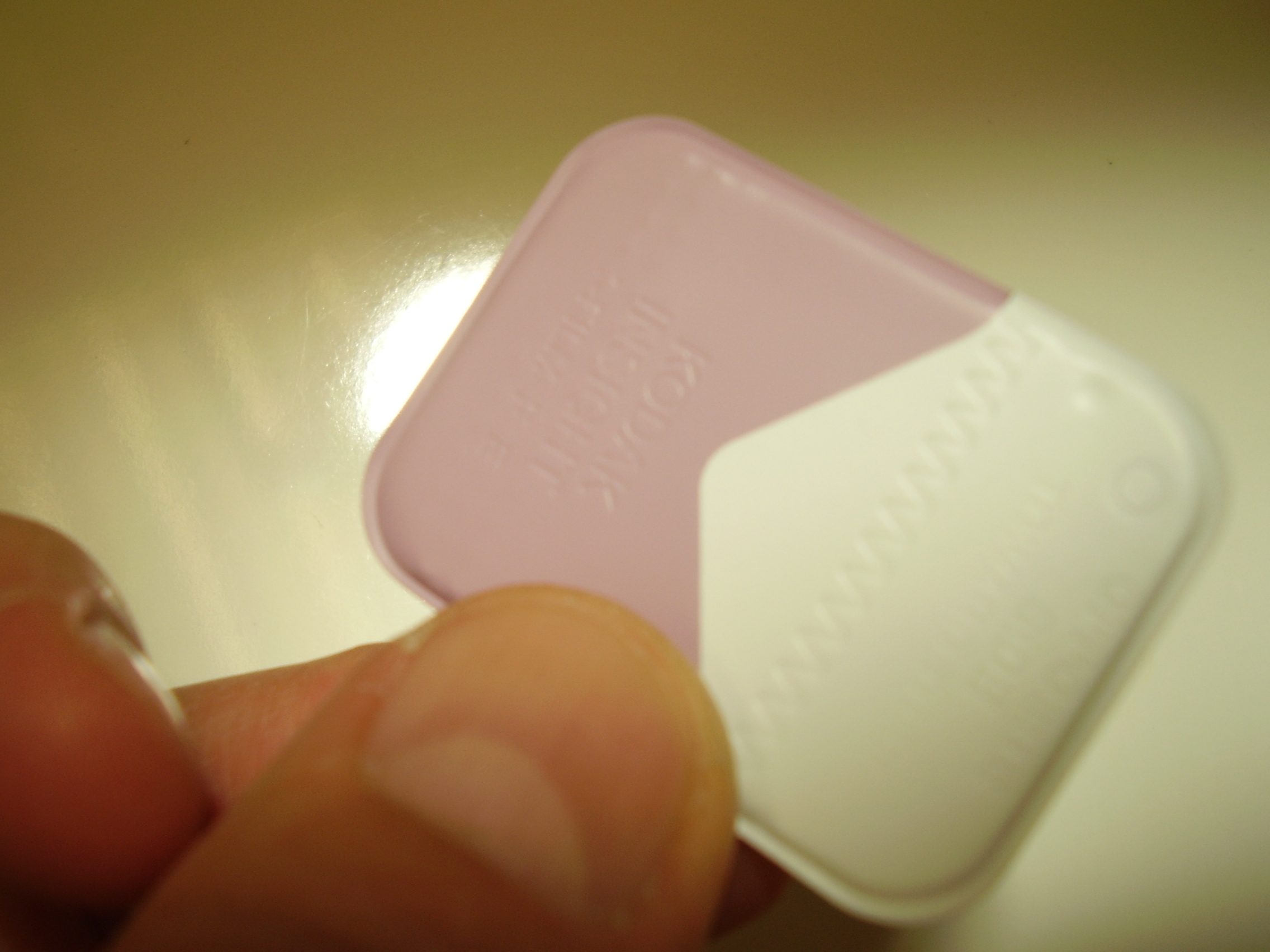
Zahnfilm, 3 x 4 cm

In der Zahnmedizin stehen enorale Röntgenfilme (Zahnfilme) in den Formaten, 2 × 3 cm (Kinder), 3 × 4 cm (Standardgröße),  4 × 5 cm, 6 × 8 cm und 2,5 × 5 cm (Bissflügelaufnahme) zur Verfügung.
Röntgenaufnahmen werden zunehmend digitalisiert. Die Bildinformationen werden, statt einen Zahnfilm zu belichten, über elektrische Signale an den PC weitergeleitet und digital archiviert (siehe Picture Archiving and Communication System (PACS) und Digital Imaging and Communications in Medicine (DICOM)), wodurch Röntgenfilme immer mehr verdrängt werden.

## Aufbewahrungsfristen
Für Röntgenfilme gelten in Deutschland gesetzliche Aufbewahrungsfristen. Aufnahmen aus der Röntgendiagnostik sind mindestens zehn Jahre aufzubewahren. Röntgenbilder von Patienten, die noch nicht volljährig sind, müssen mindestens bis zur Vollendung des 28. Lebensjahres aufbewahrt werden. Für Aufzeichnungen aus der Röntgentherapie beträgt die Frist 30 Jahre. Zum Schutz der personenbezogenen Daten sind die seit Mai 2018 geltende Datenschutz-Grundverordnung (DSGVO) und das Bundesdatenschutzgesetz (BDSG-neu) für die Aufbewahrung maßgeblich.

## Entsorgungspflicht
Gemäß § 7 des Kreislaufwirtschaftsgesetzes (KrWG) sind alle Erzeuger und Besitzer von Abfällen zur ordnungsgemäßen Verwertung ihrer Abfälle verpflichtet. Dazu zählen auch alle Arten von nicht mehr aufzubewahrenden Röntgenfilmen. Diese enthalten personenbezogene Daten (u. a. Patientennamen), die durch die Datenschutz-Grundverordnung (DSGVO) besonders geschützt sind. Artikel 5 der DSGVO sieht vor, dass diese in einer Form zu speichern sind, „die die Identifizierung der betroffenen Personen nur so lange ermöglicht, wie es für die Zwecke, für die sie verarbeitet werden, erforderlich ist“. Demnach sind Arztpraxen und Krankenhäuser dazu verpflichtet, Röntgenfilme nach Ablauf ihrer Aufbewahrungsfrist datenschutzkonform zu entsorgen. Private Aufnahmen können in der Regel beim Arzt oder im Krankenhaus abgegeben werden.

## Recycling
Röntgenfilme enthalten einen hohen Anteil an wertvollen Rohstoffen wie Silber und Kunststoff. Ein fachgerechtes Recycling ermöglicht die nahezu vollständige Wiederverwertung und somit eine Rückführung in den Wirtschaftskreislauf. Im Recyclingprozess wird das Filmmaterial zunächst sortiert und geschreddert. Die Filmstücke werden dann mit Hilfe von Enzymen gewaschen, wodurch sich die silberhaltigen Beschichtungen lösen. Danach erfolgt die Trennung von PET und Silberschlamm. Letzterer wird getrocknet und zu reinem Silber weiterverarbeitet.